# „M – 21 Feniks FHD” (pocisk)

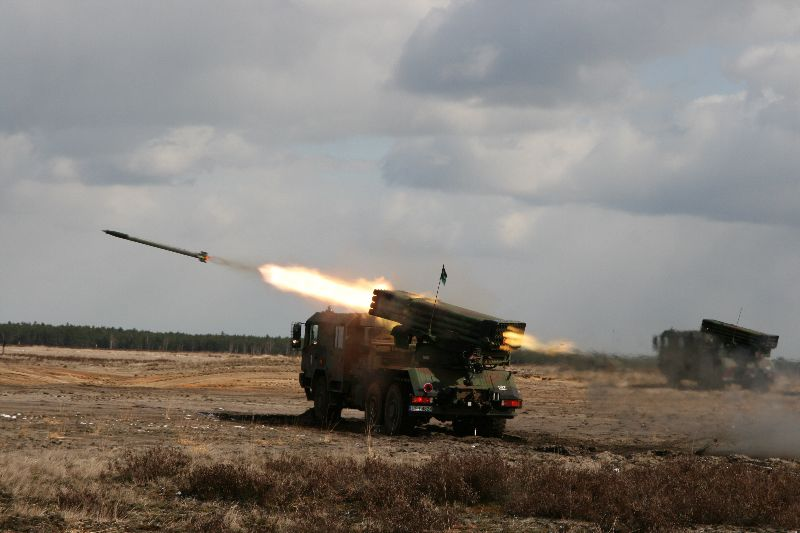
WR-40 Langusta z 122 mm pociskami Feniks FHD

„M – 21 Feniks FHD” (pocisk) – 122 mm pocisk rakietowy przeznaczony do niszczenia umocnień, sprzętu wojskowego oraz siły żywej w odległości do 41km, za pomocą głowicy odłamkowo – burzącej z wymuszoną fragmentacją. Został wyróżniony w 2018 podczas Międzynarodowego Salonu Przemysłu Obronnego nagrodą Defender.

## Historia konstrukcji
Prace nad nowymi,122 – milimetrowymi rakietowymi pociskami w uruchomionym programie Feniks, przeznaczonymi nie tylko dla wyrzutni rakietowych WR-40 Langusta, lecz również dla starszych wyrzutni typu BM-21 Grad i RM-70 rozpoczęły się pod koniec lat 90 XX w. w zakładzie FPS Bolechowo który funkcjonuje aktualnie w strukturze Mesko, jako część Oddziału Kraśnik – Bolechowo. Plan zakładał zastosowanie nie tylko nowego silnika napędowego, który znacząco zwiększyłby donośność pocisków, w stosunku do stosowanego pocisku rakietowego konstrukcji rosyjskiej M – 21OF (9M22U) o zasięgu ok. 20 km, lecz także nad nowymi typami głowic. Zaplanowano opracowanie i wprowadzenie do produkcji głowic typu cargo z możliwością przenoszenia dowolnego ładunku, np. termobarycznego, kasetowego, nadajników i dipoli zakłócających, min przeciwpancernych  MN-121. W ramach realizowanych wówczas prac badania przeszły dwa typy rakiet: rakieta z głowicą o działaniu kumulacyjno – odłamkowym i elektronicznym czasowym zapalnikiem rozcalającym oraz rakieta z głowicą odłamkowo – burzącą o wymuszonej fragmentacji i zmodernizowanym zapalnikiem uderzeniowym. Zasięg strzelania pocisków po zastosowaniu silnika rakietowego z nowym kompozytowym paliwem stałym, dostarczonego przez francuską firmę Celerg (obecnie Roxel), oznaczonych Feniks M – 21 FK przekroczył 32 km, zaś Feniks M – 21 FHD 42 km. Oba typy w 2001 przeszły pomyślnie badania kwalifikacyjne zlecone przez Departament Polityki Zbrojeniowej MON. W 2003 wojsko zamówiło pierwszą partię pocisków M – 21FK z głowicą kasetową i subamunicją kumulacyjno – odłamkową. Produkcja została jednak wstrzymana z powodu przyjętej przez rząd Francji interpretacji zapisów konwencji o zakazie użycia amunicji kasetowej (ang. Convention on Cluster Munitions, CCM), podpisanej w Oslo 3 grudnia 2008. Zdaniem władz Polski, które konwencji nie ratyfikowały, rakieta z głowicą do zwalczania pojazdów opancerzonych, dodatkowo wyposażona w układ samolikwidacji subamunicji, nie mogła zostać uznana za zabronioną w świetle konwencji. Francuski kooperant, nie zgodził się jednak na dalsze dostawy elementów układu napędowego. W tej sytuacji w 2013 podjęto decyzję o opracowaniu i wdrożeniu własnego układu napędowego bazującego na wysokoenergetycznym paliwie stałym. W latach 2014 – 2015 pociski M – 21 FHD z polskim napędem zostały poddane badaniom i testom na poligonie w Szwecji, ponieważ w Polsce nie ma możliwości prowadzenia strzelań na odległość ponad 40 km. W trakcie strzelań poligonowych uzyskano donośność 42,5 km. W 2015 partię próbną pocisków skierowano do testowania w trzech pułkach artylerii wojsk lądowych: 3 mazurskim, 5 lubuskim i 23 śląskim. Prace badawczo rozwojowe zakończyły się w 2017 po pozytywnych wynikach testów. Opracowano też wersje M – 21FHE z głowicą odłamkowo – burzącą z elektronicznym zapalnikiem zbliżeniowym i M – 21FK1 z głowicą z przeciwpancernymi minami narzutowymi MN –121, które nie zostały wdrożone do produkcji. Pocisk M – 21 FHD jest obecnie seryjnie produkowany przez firmę Mesko S.A. będącą częścią Polskiej Grupy Zbrojeniowej.

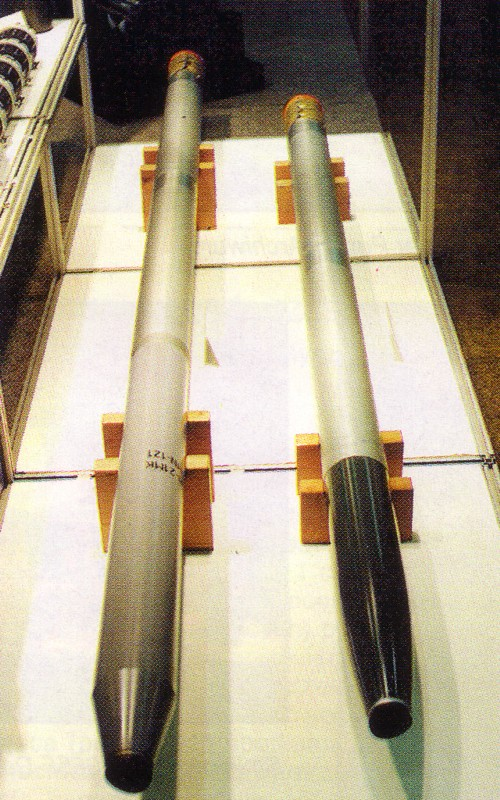
Z lewej pocisk M – 21FK1z minami przeciwpancernymi, po prawej 21FHE odłamkowo - burzący

| Charakterystyka techniczna    | Charakterystyka techniczna |
| ----------------------------- | -------------------------- |
| Typ pocisku                   | M – 21 FHD                 |
| Głowica bojowa                | HE                         |
| Zapalnik uderzeniowy          | MRW-U/T                    |
| Długość pocisku z zapalnikiem | 2797 mm                    |
| Masa całkowita                | 65 kg                      |
| Prędkość maksymalna           | ≤ 1150 m/s                 |
| Maksymalna donośność pocisku  | ≥ 41 km                    |
| Minimalna donośność pocisku   | ≥ 10 km                    |

## Dostawy
W latach 2019 – 2021 dostarczono wojsku 3140 pocisków. 29 kwietnia 2021 została zawarta umowa pomiędzy Mesko a Inspektoratem Uzbrojenia na dostawę drugiej partii pocisków. Przedmiotem umowy była dostawa Siłom Zbrojnym RP 2320 pocisków M – 21 FHD w latach 2021 – 2023. Pociski te obecnie są jedynym typem zamawianym i dostarczanym wojsku. 

## Możliwości modernizacji
Zaplanowano modernizację pocisku, która przez wprowadzenie dedykowanego układu sterowania ma zwiększyć celność. Układ sterowania pt. „Opracowanie gazodynamicznego modułu sterującego, precyzyjnego naprowadzania pocisku rakietowego”, opracowuje zespół Wydziału Mechanicznego Energetyki i Lotnictwa na Politechnice Warszawskiej. Projekt zakończono w czerwcu 2024 na VI poziomie gotowości technologicznej. Obecnie zespół oraz konsorcjum projektu, oczekuje na dalsze finansowanie przez MON kontynuacji prac i testów celem doprowadzenia do IX poziomu gotowości technologicznej i możliwości zastosowania nowych rozwiązań w pocisku.
Według ocen polskich specjalistów od uzbrojenia, istnieje też możliwość wprowadzenia do pocisków systemów naprowadzania precyzyjnego z wykorzystaniem laserowych bloków sterowania z pocisków artyleryjskich kalibru 155 mm (AHS Krab) i kalibru 120 mm (M120 Rak). Ich zaadaptowanie może pozwolić na szybkie opracowanie pakietu modernizacyjnego dla pocisków rakietowych odłamkowo – burzących 122 mm „Feniks” FHD, tworząc z nich broń precyzyjną, podobną jeżeli chodzi o celność, ale tańszą od amerykańskiego systemu HIMARS.

## Pociski dla armii ukraińskiej
9 lutego 2024 w rosyjskich mediach społecznościowych pojawiły się fotografie szczątków 122 – mm pocisków rakietowych produkcji spółki Mesko. Rosjanie twierdzą, że zostały użyte przez Siły Zbrojne Ukrainy. Prawdopodobnie nieznana ilość pocisków rakietowych została przekazana armii Ukrainy, dla wyrzutni typu BM-21 Grad, które mogą pochodzić z zasobów Wojska Polskiego lub bezpośrednio od producenta.